# Lukas David
Pour les articles homonymes, voir David.
Lukas Florian David, né à Wels  (Haute-Autriche) le 5 juin 1934 et mort le 11 octobre 2021,  est un violoniste autrichien.

## Biographie
Son père, Johann Nepomuk David, était compositeur. Il compte parmi ses maîtres Nathan Milstein et Tibor Varga. Depuis 1956, il se produit en tant que concertiste dans le monde entier.
S'intéressant particulièrement à la musique du XXe siècle, Lukas David a créé beaucoup d'œuvres dont il est, pour certaines, le dédicataire. Son large répertoire s'étend aussi à la musique classique et romantique dont il est considéré comme un interprète de référence.
De 1959 à 1966, Lukas David dirigea une classe de violon à la Musikhochschule de Vienne. Il fut également professeur à l'Académie de musique de Detmold en Allemagne. En 1982, il tint la partie de soliste du Concerto pour violon et douze instruments à cordes de Max Méreaux, dédié à Tibor Varga et à son orchestre de chambre, lors de sa création à Detmold. Tibor Varga dirigeait l'ensemble instrumental.
Depuis la saison 2001/2002, Lukas David effectue des tournées de concerts au Japon, en Turquie, en Grèce, en plus de ses concerts en Allemagne et en Autriche. Chaque année est organisé à Lima, au Pérou, le Festival de musique de chambre Lukas-David.
Il meurt le 11 octobre 2021 à l'âge de 87 ans.